# Элимханов, Бислан Рамзанович
Бислан Рамзанович Элимханов (род. 1 апреля 1973, Грозный) — российский военный деятель, полковник Вооружённых сил Российской Федерации и участник второй чеченской войны, спецназовец. Герой Российской Федерации (2017).

## Биография
Родился 1 апреля 1973 года в Чечено-Ингушской АССР, в городе Грозном. Окончил среднюю школу, а также получил высшее профессиональное образование.
Служил в 305-м отряде специального назначения 22 отдельной бригады специального назначения Северо-Кавказкого военного округа. С 2003 года служил в батальоне специального назначения «Запад» 42-й гвардейской мотострелковой дивизии. С 2007—2008 год командир батальона специального назначения «Запад». Проходил службу в лесных районах Чеченской Республики, на счету батальона сотни уничтоженных боевиков, большое количества захваченного оружия, не раз был ранен, пережил не одно покушение на жизнь. После сокращения батальона был назначен командиром батальона специального назначения 18-й отдельной гвардейской мотострелковой бригады, с конца 2016 года — 71-й гвардейский мотострелковый полк 42 гвардейской мотострелковой дивизии.
Указом Президента Российской Федерации подполковнику Элимханову Бислану Рамзановичу присвоено звание Героя Российской Федерации с вручением медали «Золотая Звезда». Продолжает служить в рядах Вооружённых Сил Российской Федерации в звании полковника.

## Награды
- Герой Российской Федерации (2017)
- три ордена Мужества
- медали ордена «За заслуги перед Отечеством» 1-й и 2-й степеней с мечами